# Lista de rios do Pará
Na Lista de Rios do Pará, estão relacionados os principais rios do estado do Pará. A lista está organizada por bacia de drenagem do norte para o sul, com os respectivos afluentes recuados sob o nome de cada curso d'água  maior e ordenados de jusante para montante. Todos os rios do Pará deságuam no Oceano Atlântico, a maior parte do estado está localizado na Bacia do rio Amazonas.

## Por Bacia hidrográfica
- Rio Amazonas
  - Rio Cajari
  - Rio Anajás
    - Rio Cururu (Ilha de Marajó)
    - Rio Moções

  - Rio Jacaré
    - Rio Aramá
      - Rio Mapuá

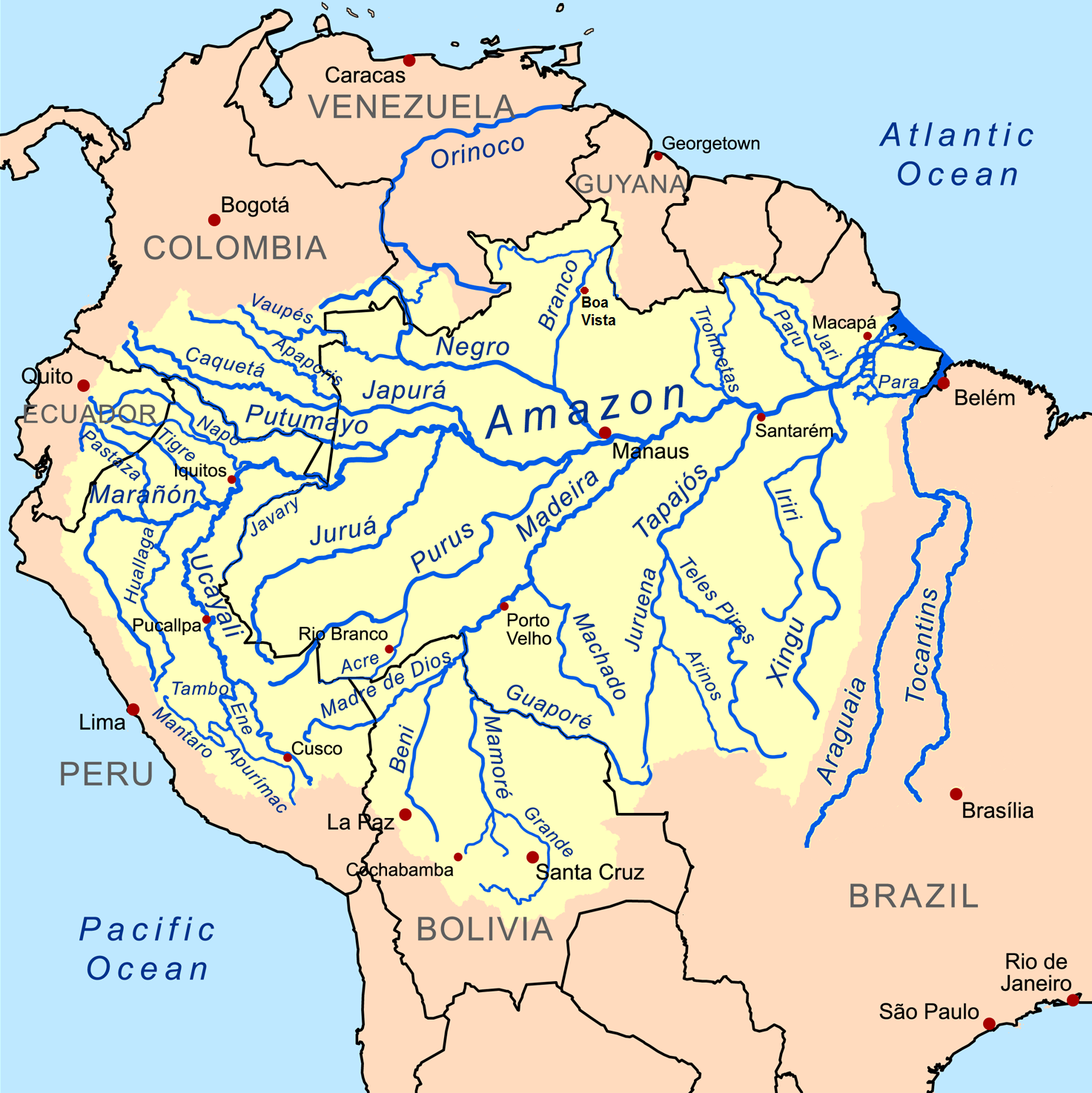
Bacia do rio Amazonas

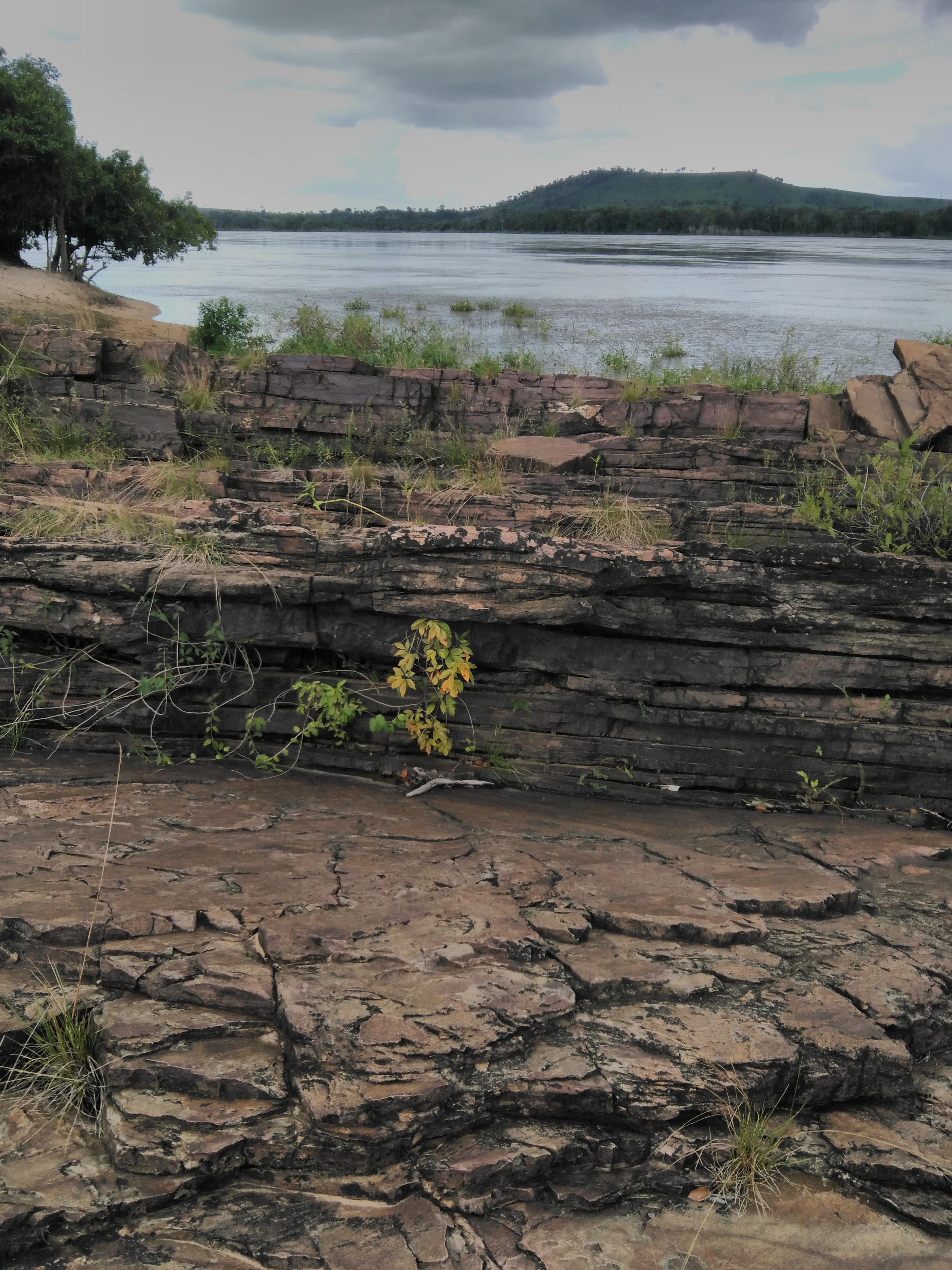
Pedreiras de São Geraldo no rio Araguaia

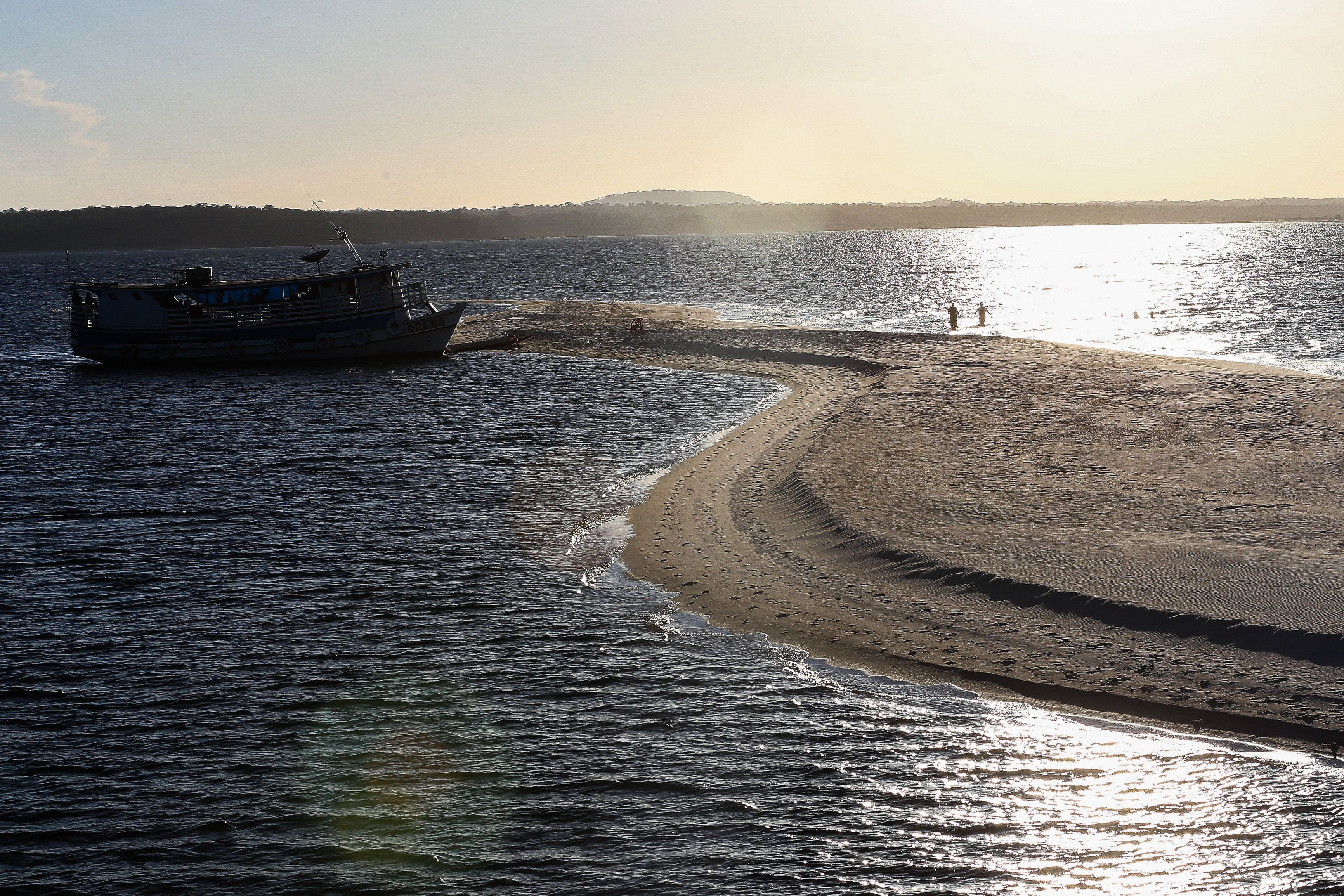
Rio Arapiuns

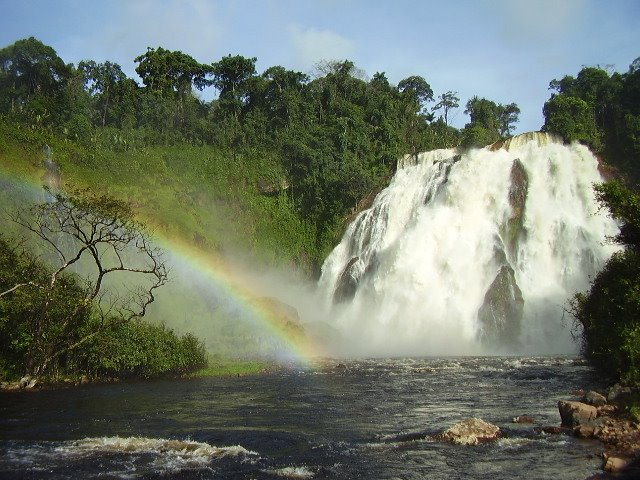
Cachoeira do rio Curuá

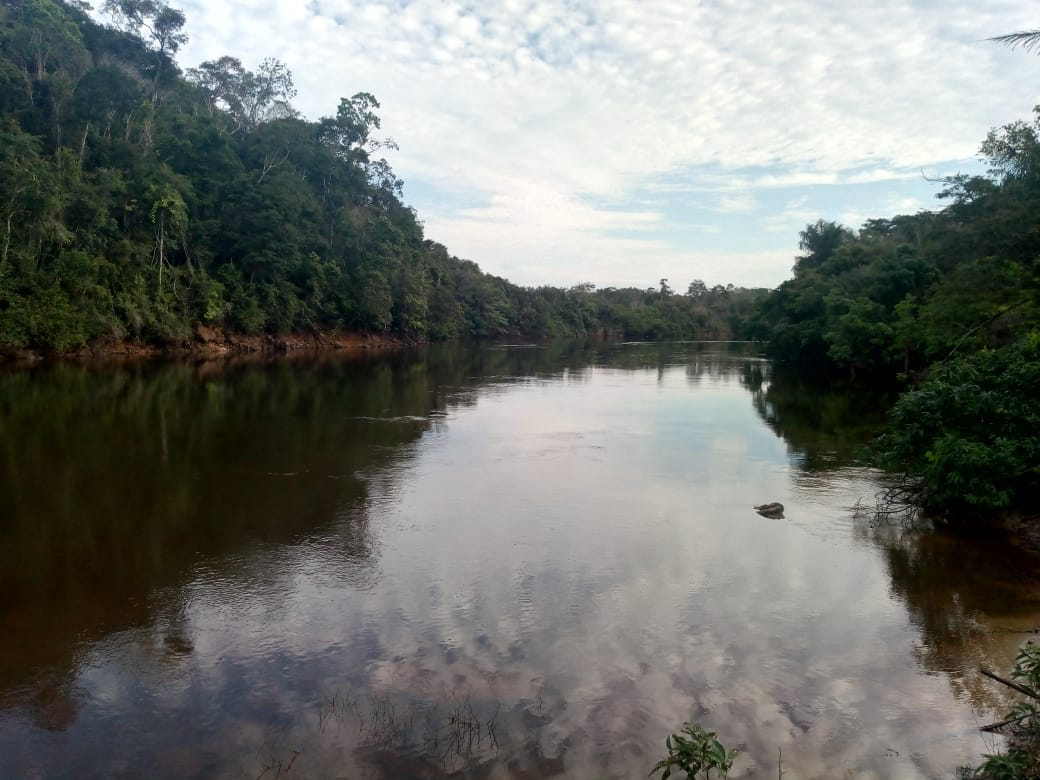
Rio Curuá-Una

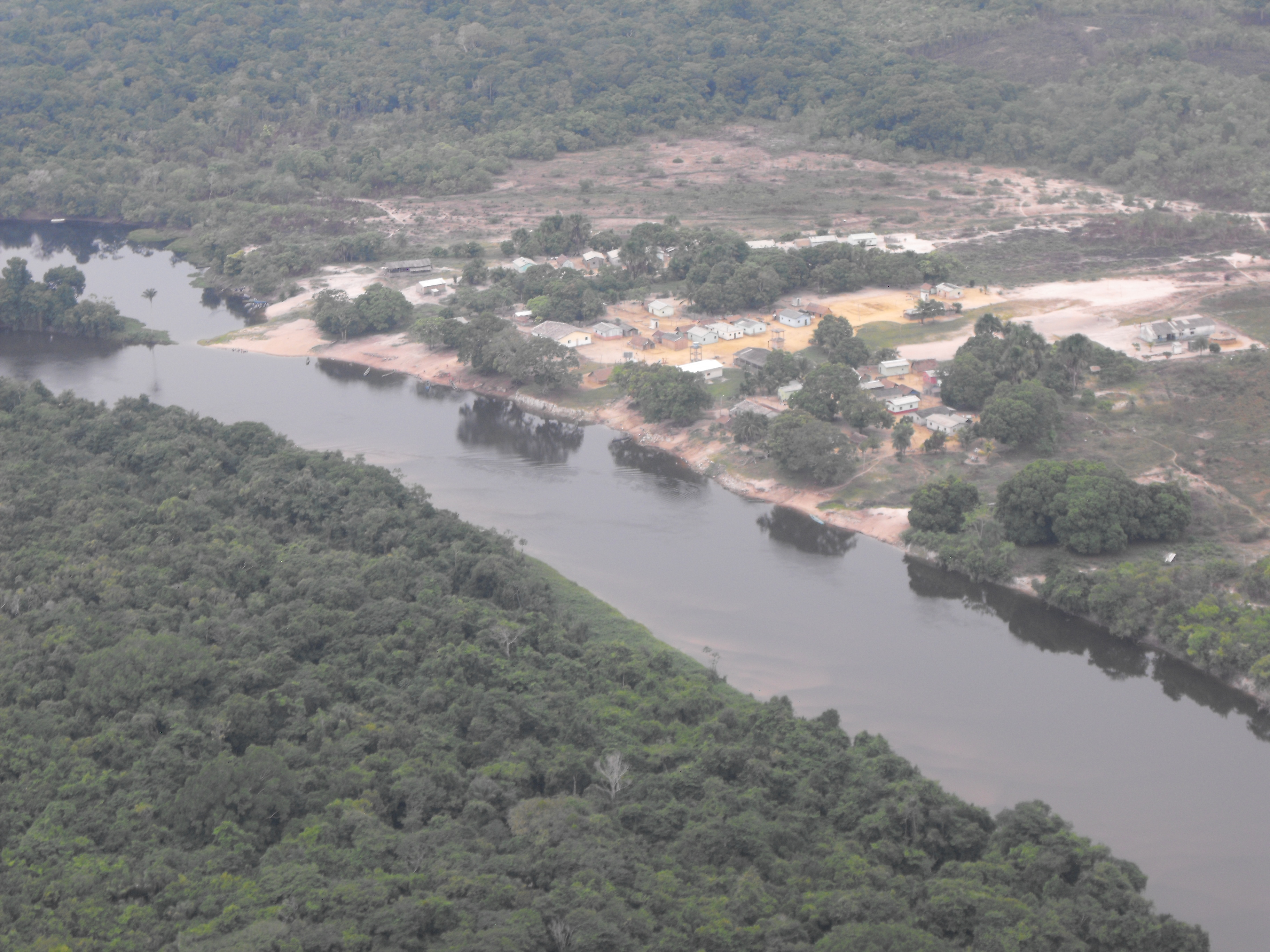
Rio Cururu

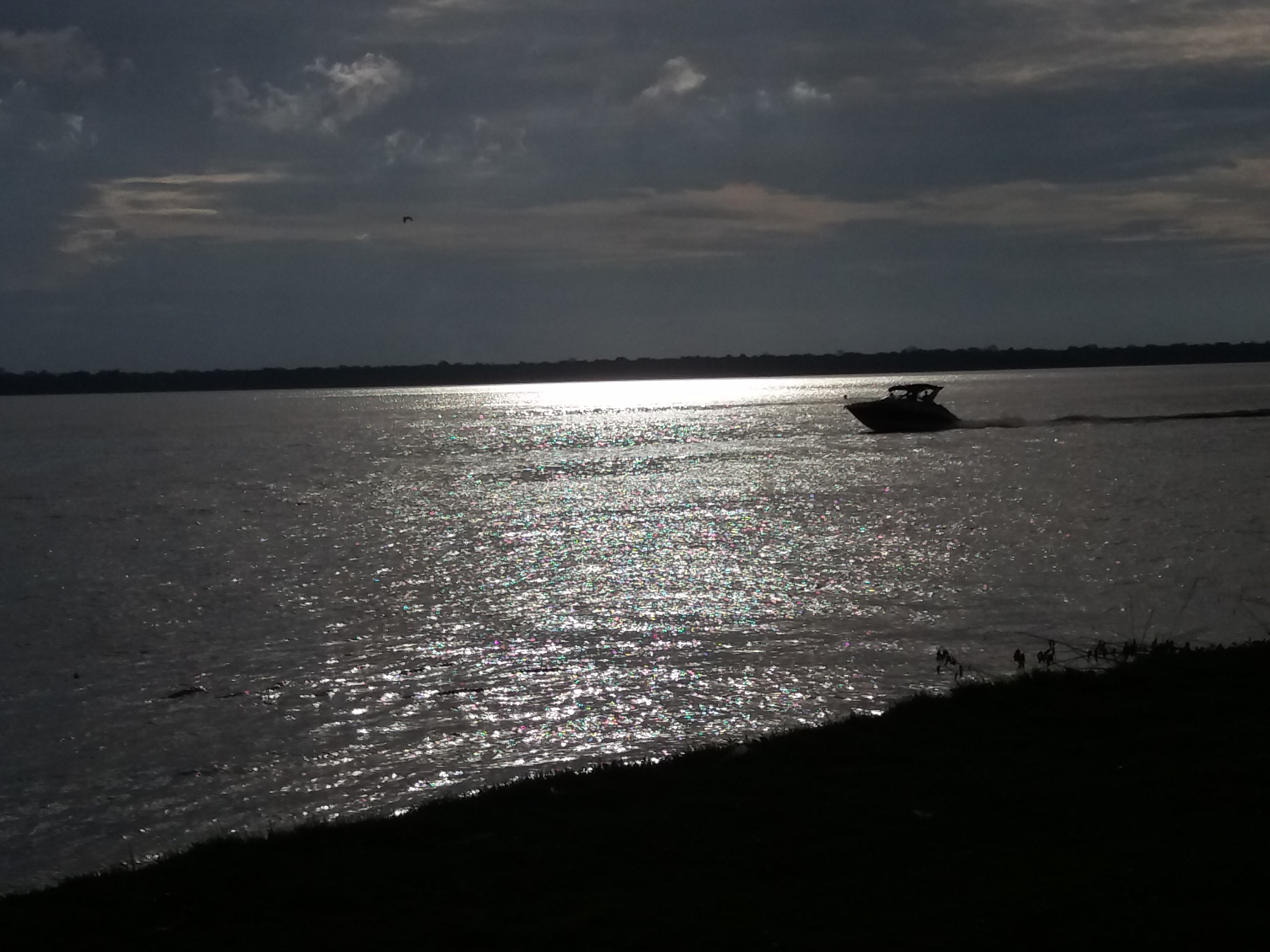
Rio Guamá em Belém do Pará

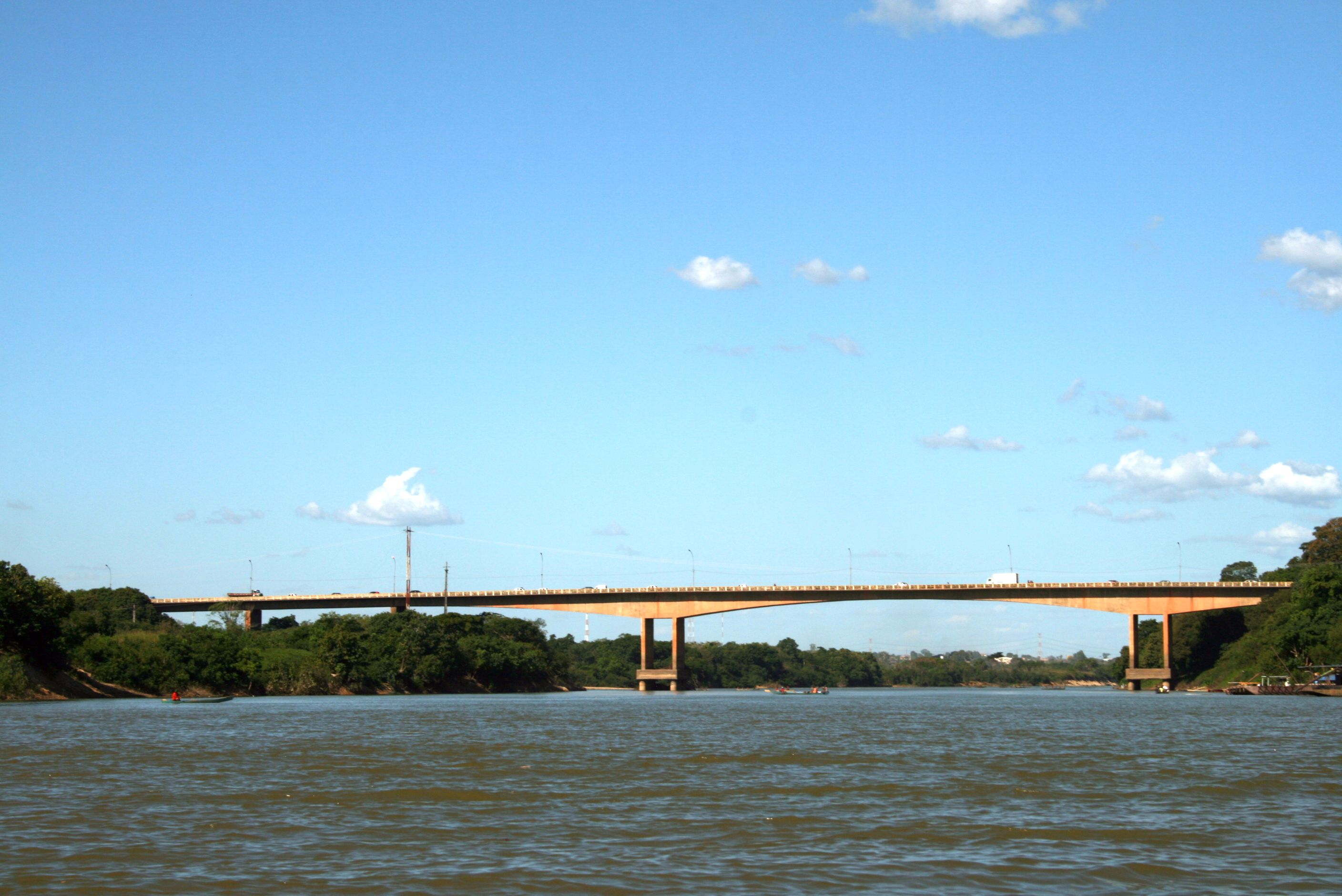
Ponte sobre o rio Itacaiúnas

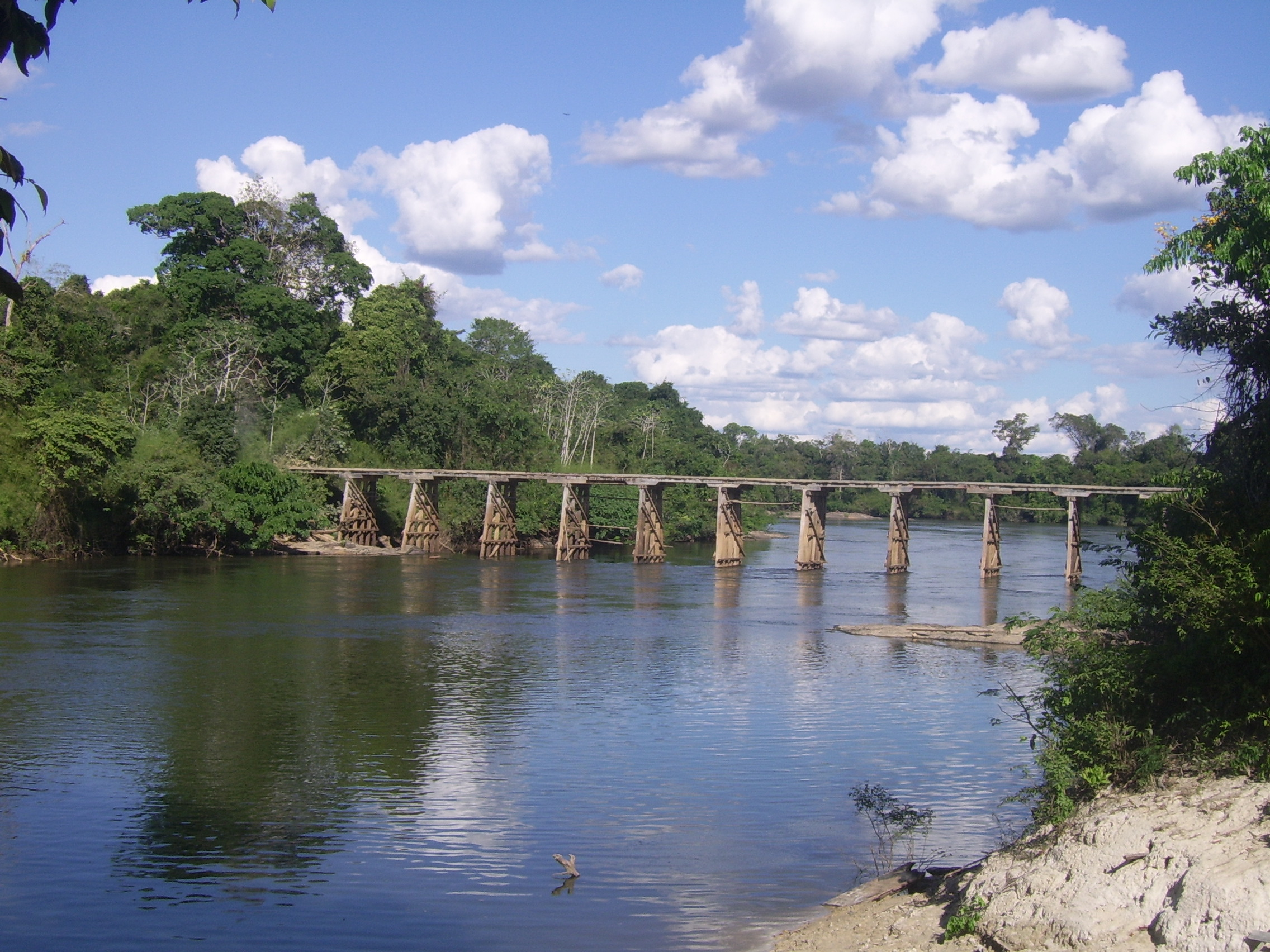
Ponte sobre o Rio Jamanxim em Novo Progresso

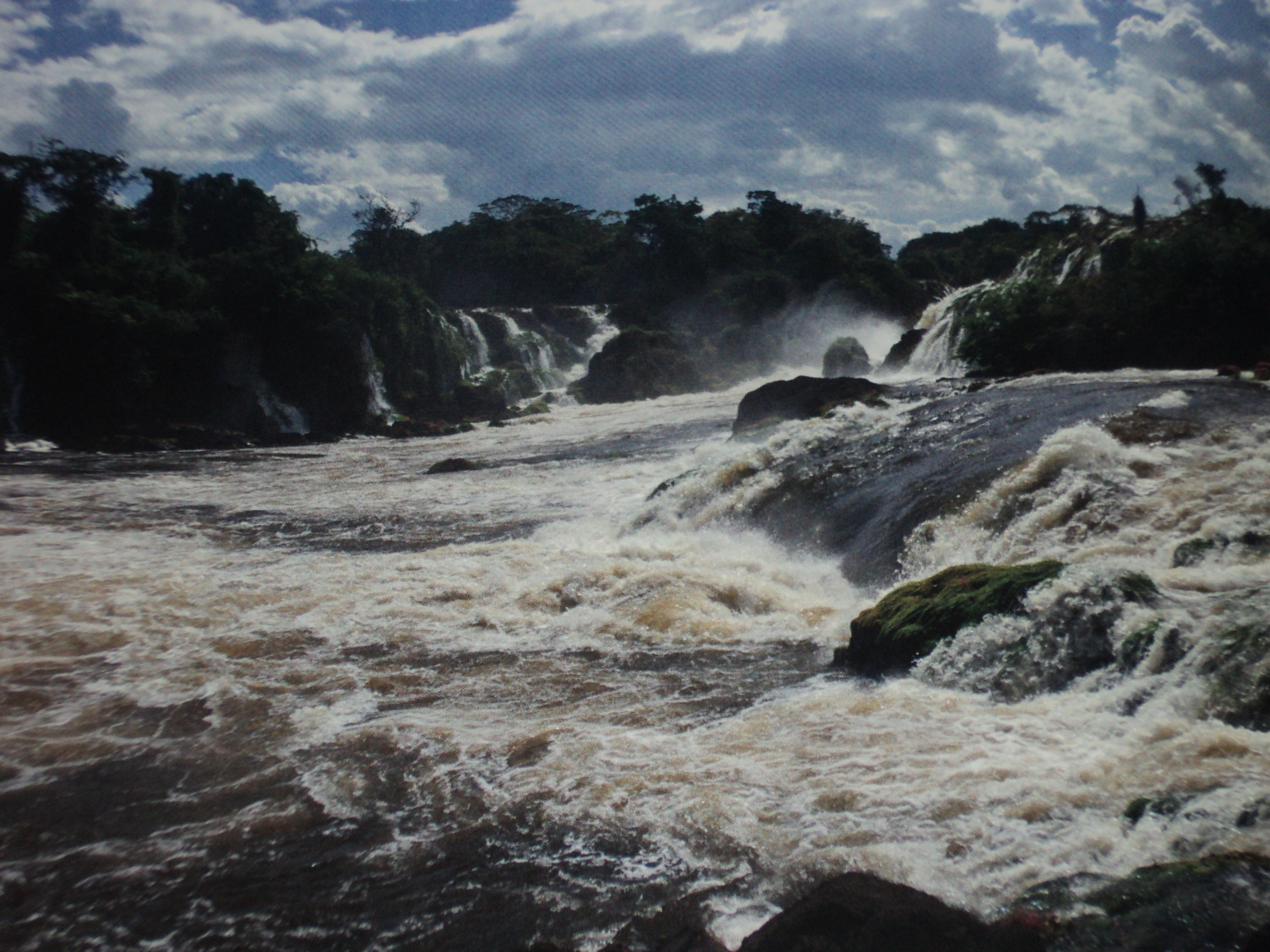
Cachoeira do rio Jari

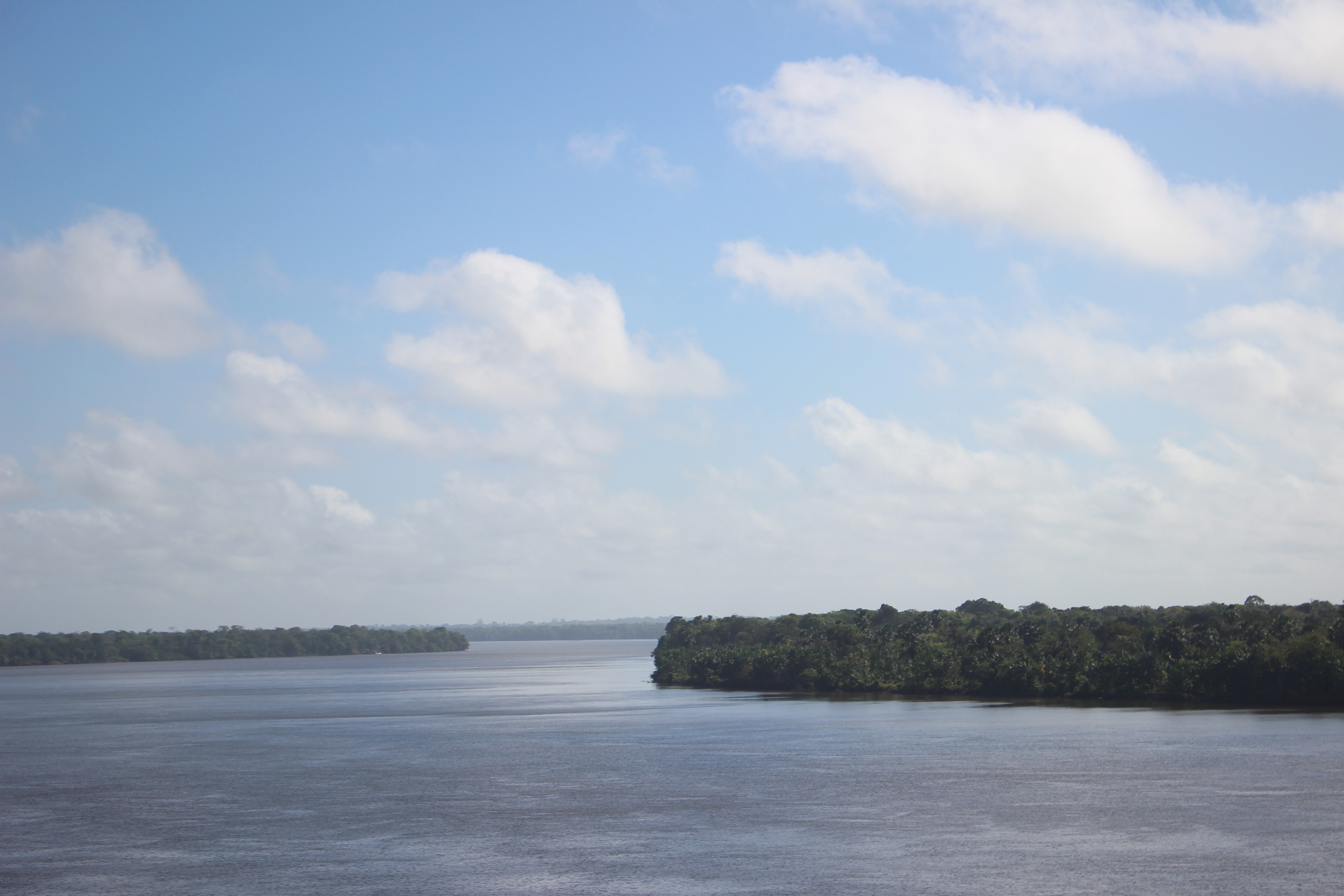
Rio Moju

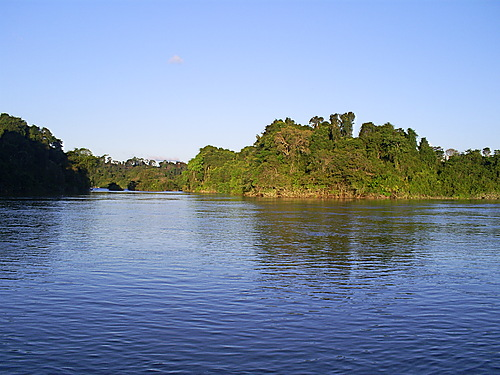
rio Novo

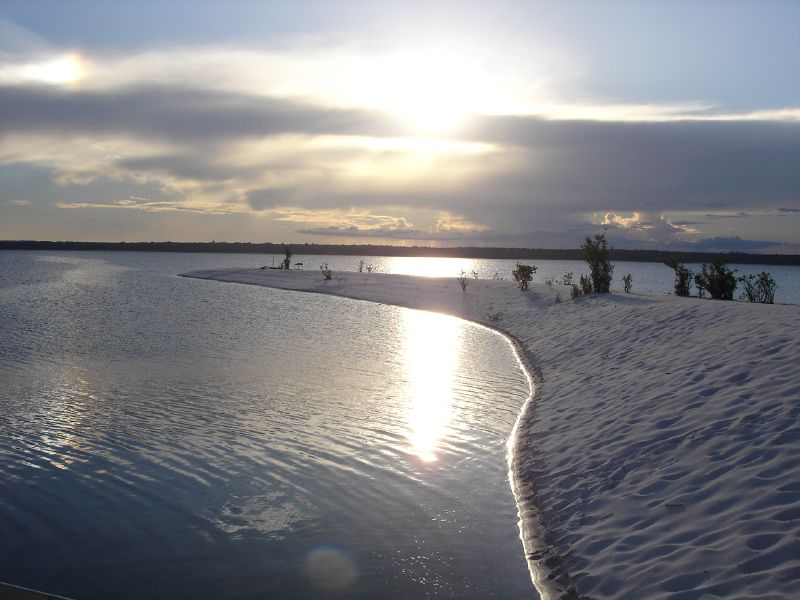
Rio Pará

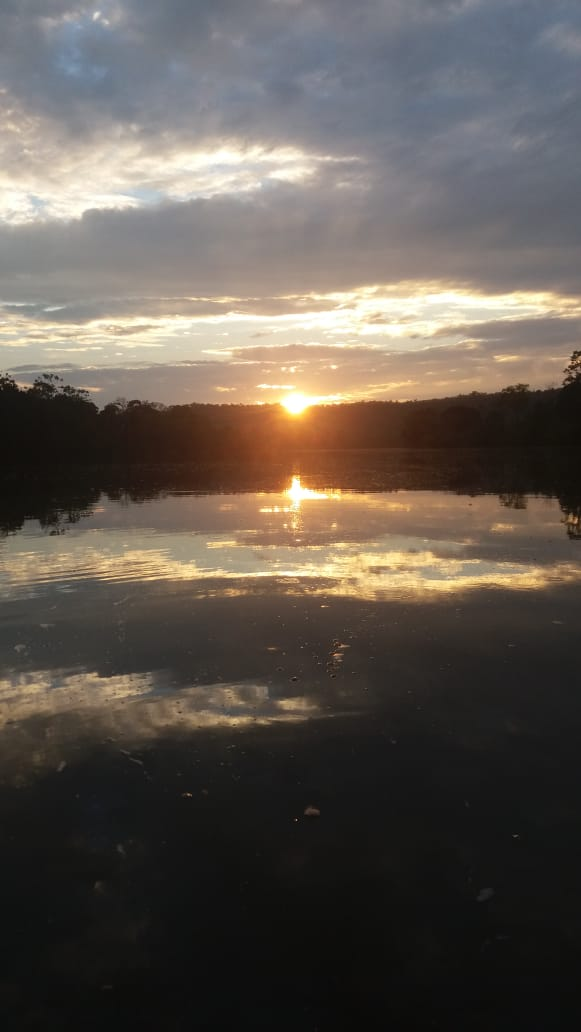
Pôr do sol no rio Maicuru

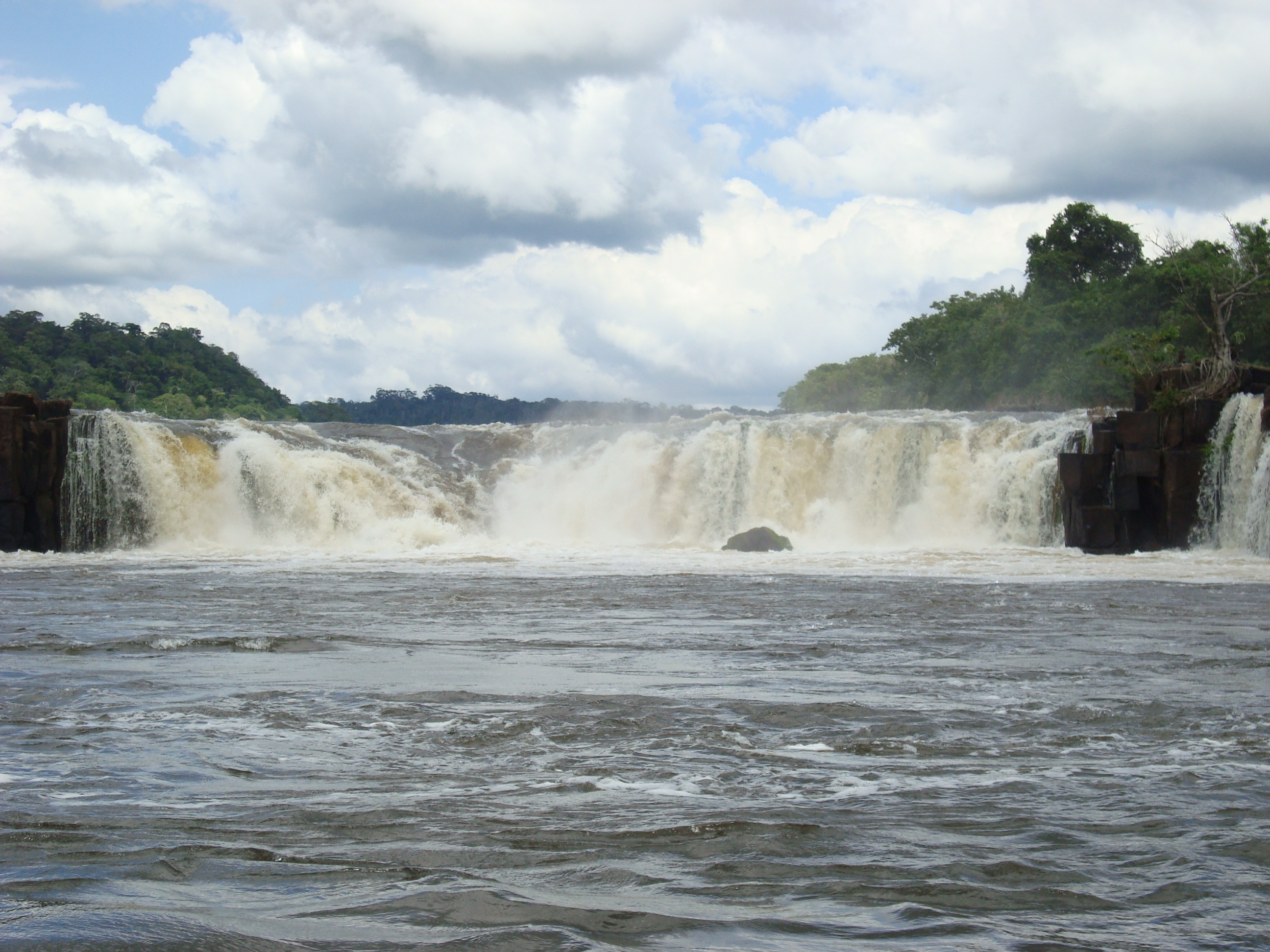
Cachoeira de Panama no rio Paru

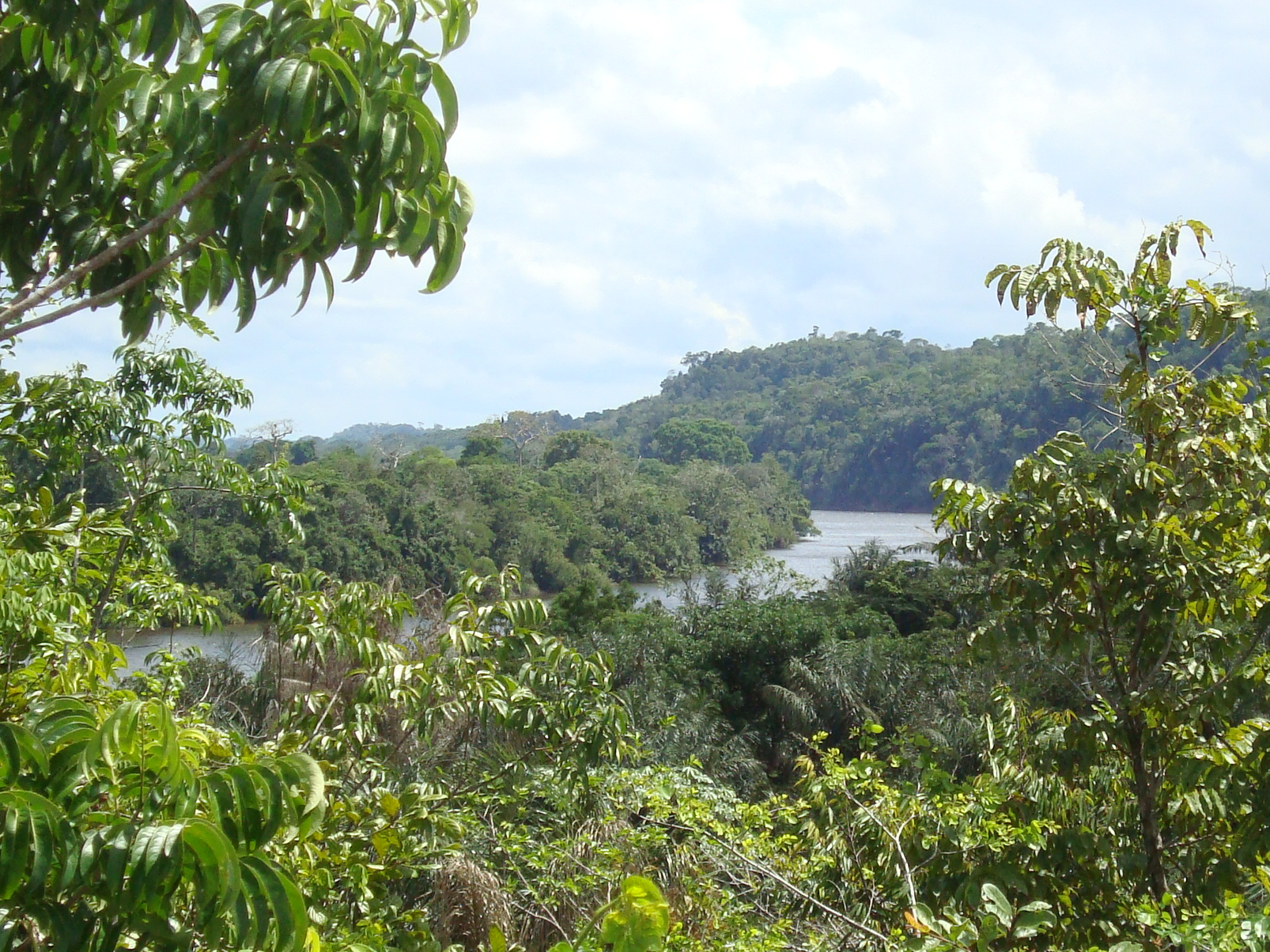
Rio Paru

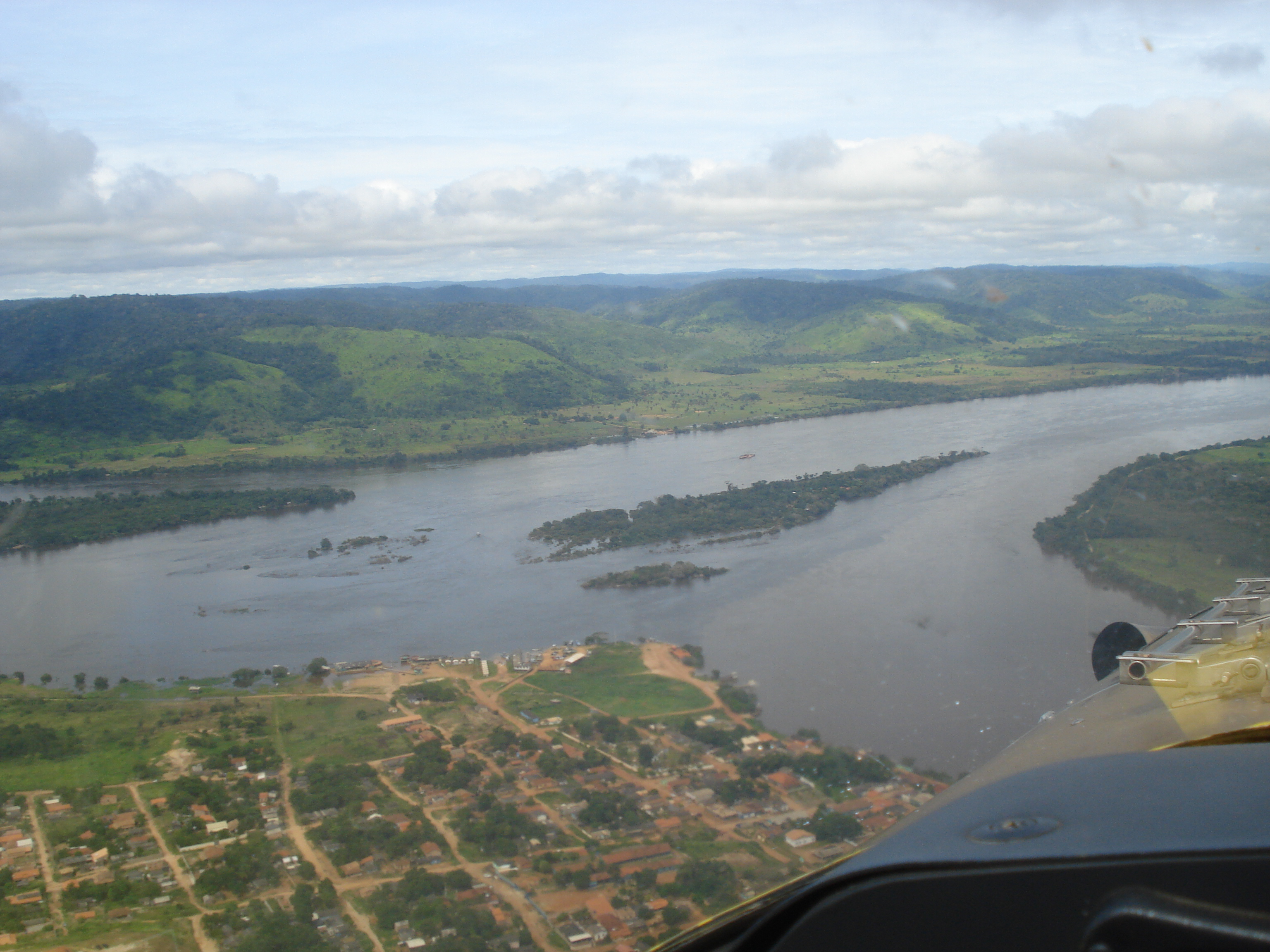
Encontro do rio Fresco com o rio Xingu

    - Furo do Tajapuru (ligado ao Rio Pará)
      - Rio da Laguna (Rio Pauxis)

    - Rio de Breves (ligado ao Rio Pará)

  - Rio Baquiá
  - Rio Jari
    - Rio Carecuru
    - Rio Ipitinga

  - Rio Xingu‎
    - Rio Caripetuba
    - Rio Jaraucu
    - Rio Acarai
    - Rio Tucurui
    - Rio Bacajá
    - Rio Bacajaí
    - Rio Itata
    - Rio Iriri
      - Rio Iriri Novo
      - Rio Carajarí
      - Rio Curuá
        - Rio Baú
        - Rio Curuaés

      - Rio Catete
      - Rio Xinxim
      - Rio Chiché
      - Rio Iriri Novo
      - Rio Ipiranga

    - Rio Pardo
    - Rio Fresco
      - Rio Branco
      - Riozinho (Pará)
      - Rio Trairão
      - Rio Arraias

    - Rio Petita (Rio Porto Alegre)
    - Ribeirão da Paz
    - Rio Liberdade

  - Rio Paru
    - Rio Citaré

  - Rio Guajará
  - Rio Jauaru
  - Rio Maicuru
  - Rio Curuá-Una
    - Rio Moju dos Campos
    - Rio Curuá do Sul
      - Rio Tutuí

  - Rio Tapajós
    - Rio Arapiuns
      - Rio Aruã

    - Rio Andirá (rio Tapajós)
    - Rio Curupara
    - Rio Jamanxim
      - Rio Tocantins
      - Rio Novo (rio do Pará)

    - Rio Crepori
    - Rio Pacu
    - Rio Leste
    - Rio Cururu
    - Rio Teles Pires (também conhecido como Rio São Manuel)
      - Rio Cururu
      - Rio São Benedito
      - Rio Cristalino

    - Rio Mamiá
    - Rio Cuminapanema

  - Rio Trombetas
    - Rio Paru do Oeste (Rio Cuminá)
    - Igarapé Caipuru
      - Rio Marapí

    - Rio Mapuera
      - Rio Baracuxi
      - Rio Tauini

    - Rio Cachorro
      - Rio Imabu

    - Rio Poana
      - Rio Cafuini

    - Rio Anamu
      - Rio Curiaú

  - Rio Juriti
  - Rio Nhamundá
    - Rio Pitinga

  - Rio Mamuru
    - Rio Mariaquã

  - Rio Maués Açu
    - Rio Urupadi
    - Rio Amanã
- Rio Paracauti
- Rio Arari
- Rio Atuá
- Rio Pracumba
- Rio Pará (também conhecido como (Rio Parauaú, Rio Jacaré Grande, canal do Marajó, furo dos Macacos, furo de Santa Maria e Baía das Bocas)
  - Rio Canaticú
  - Rio Pracuúba
  - Rio Piriá
    - Rio Mucutá

  - Rio Mutuacá
  - Rio Guajará
  - Rio Cupijó
  - Rio Araticu
    - Rio dos Oeiras

  - Panaúba
  - Rio Breves (ligado ao Rio Amazonas)
  - Furo do Tajapuru (ligado ao Rio Amazonas)
  - Rio Jacundá
  - Rio Pacajá
    - Rio Camaraipe
    - Rio Uriuana
    - Rio Aratu

  - Rio Anapu
    - Rio Pracupí
    - Rio Pracaí
    - Rio Tueré
- Rio Tocantins
  - Rio Paracauari
    - Rio Saco

  - Rio Cajázeira
    - Rio da Direita

  - Rio Itacaiúnas
    - Rio Catete
    - Rio Sororó
    - Rio Vermelho
    - Rio Parauapebas
    - Rio Tapirapé
    - Rio Pium\

  - Rio Araguaia (também conhecido como Rio Paraupava)
    - Ribeirão Santa Maria
    - Rio Pau d'Arco
      - Arraias do Rio Araguaia

    - Rio Inajá
    - Rio Campo Alegre
    - Ribeirão Santana
- Rio Acará
  - Rio Moju
    - Rio Cairari

  - Rio Acará-Mirim
- Rio Guamá
  - Rio Capim
    - Rio Camaoi
    - Rio Surubiu
    - Rio Ararandeua
- Rio Caeté
- Rio Piriá
- Rio Gurupi
  - Rio Coraci
  - Rio Uraim

## Por ordem alfabética
- Rio Acará
- Rio Acará-Mirim
- Rio Acarai
- Rio Amanã
- Rio Amazonas
- Anajás
- Anamu
- Rio Anapu
- Rio Andirá
- Rio Araguaia (também conhecido como Rio Paraupava)
- Rio Aramá
- Rio Arapiuns
- Rio Ararandeua
- Rio Arari
- Rio Araticu
- Rio Aratu
- Arraias do Rio Araguaia
- Rio Arraias
- Rio Aruã
- Rio Atuá
- Rio Bacajá
- Rio Bacajaí
- Rio Baquiá Preto
- Rio Baracuxi
- Rio Baú
- Rio Braço Norte (afluente do Rio Peixoto)
- Rio Braço Sul (afluente do Rio Teles Pires)
- Rio Branco
- Rio Cachorro
- Rio Caeté
- Rio Cafuini
- Rio Cairari
- Rio Cajari
- Rio Cajázeira
- Rio Camaoi
- Rio Camaraipe
- Rio Campo Alegre
- Rio Capim
- Rio Caripetuba
- Rio Carajarí
- Rio Carecuru
- Rio Catete
- Rio Itacaiúnas
- Rio Chiché
- Rio Citaré
- Rio Coraci
- Rio Crepori
- Rio Cristalino
- Rio Cuminapanema
- Rio Cupiró
- Rio Curiaú
- Rio Curuá
- Rio Curuá do Sul
- Rio Curuá-Una
- Rio Curuaés
- Rio Curupara
- Rio Cururu (Ilha de Marajó)
- Rio Cururu (Rio Tapajós
- Rio Cururuaçu
- Rio da Direita
- Rio da Laguna (Rio Pauxis)
- Rio Breves
- Rio dos Oeiras
- Rio Fresco
- Furo do Tajapuru
- Rio Guajará (Rio Amazonas)
- Rio Guajará (Ilha de Marajó)
- Rio Guamá
- Rio Gurupi
- Igarapé Caipuru
- Rio Imabu
- Rio Inajá
- Rio Ipiranga
- Rio Ipitinga
- Rio Iriri
- Rio Iriri Novo
- Rio Itacaiúnas
- Rio Itatar
- Rio Jacaré
- Rio Jacundá
- Rio Jamanxim
- Rio Jaraucu
- Rio Jari
- Rio Jauaru
- Rio Juriti
- Rio Leste
- Rio Liberdade
- Rio Maguari
- Rio Maicuru
- Rio Mamiá
- Rio Mamuru
- Rio Mapuá
- Rio Mapuera
- Rio Marapí
- Rio Mariaquã
- Rio Moções
- Rio Moju
- Rio Moju dos Campos
- Igarapé Mutuí
- Rio Mucutá
- Rio Mutuacá
- Rio Nhamundá
- Rio Iriri Novo
- Rio Jamanxim
- Rio Pacajá
- Rio Pacu
- Rio Panaúba
- Rio Pará (também conhecido como (Rio Parauaú, Rio Jacaré Grande, canal do Marajó, furo dos Macacos, furo de Santa Maria e Baía das Bocas)
- Rio Paracauari
- Rio Paracauti
- Rio Parauapebas
- Rio Pardo
- Rio Paru
- Rio Paru do Oeste (Rio Cuminá)
- Rio Pau d'Arco
- Rio Petita (Rio Porto Alegre)
- Rio Piriá
- Rio Pitinga
- Rio Pium
- Rio Poana
- Rio Pracaí
- Rio Pracumba
- Rio Pracupí
- Ribeirão da Paz
- Ribeirão Santa Maria
- Ribeirão Santana
- Riozinho
- Rio Saco
- Rio São Benedito
- Rio Teles Pires (também conhecido como Rio São Manuel)
- Rio Sororó
- Rio Surubiu
- Rio Tapajós
- Rio Tapirapé
- Rio Tauini
- Rio Tocantins
- Rio Trairão
- Rio Trombetas
- Rio Tucurui
- Rio Tueré
- Rio Tutuí
- Rio Uraim
- Rio Uriurana
- Rio Urupadi
- Rio Vermelho
- Rio Xingu‎
- Rio Xinxim